# Harriet Pollatsek
Harriet Suzanne Katcher Pollatsek (née Harriet Katcher le 2 mai 1942) est une mathématicienne américaine et professeure émérite de mathématiques au Mount Holyoke College.  

## Éducation et carrière
Née dans une famille juive à Detroit, Pollatsek est entrée au programme de spécialisation de l'université de l'Ouest du Michigan en 1959, la première personne de sa famille à fréquenter l'université. Elle a obtenu un BA en mathématiques en 1963 et son doctorat en 1967 sous la direction de Jack E. McLaughlin. Après avoir obtenu son diplôme, elle a occupé des postes d'enseignement à court terme à l'université de l'Ouest du Michigan à Kalamazoo, à l'université de Toledo et à l'université du Massachusetts à Amherst.  
Par la suite, elle a rejoint la faculté du Mount Holyoke College en 1970 et y a obtenu sa permanence en 1974. En 1990, elle a été nommée professeure de sciences Julia et Sarah Ann Adams au Mount Holyoke College. Elle a été doyenne d'études de 1977 à 1980. En congé sabbatique, elle a également été professeure invitée à l'Université de l'Oregon.

## Contributions
Les intérêts de recherche de Pollatsek incluent les groupes finis, les géométries finies, la théorie de Lie (en), les ensembles de différences (en) et leur application aux codes de correction d'erreurs et à la théorie du codage. 
Avec Emily H.Moore, elle est l'auteure du livre Difference Sets: Connecting Algebra, Combinatorics, and Geometry (Student Mathematical Library 67, American Mathematical Society, 2013).  
Elle a été active dans le développement de nouvelles méthodes d'enseignement des mathématiques, en particulier dans le développement d'une nouvelle méthode d'enseignement du calcul appelé calcul en contexte. Cette méthode intègre des concepts de calcul dans des questions spécifiques de diverses sciences, puis passe aux concepts abstraits et généralisés. 
Elle a travaillé sur la recherche mathématique d'été avec des étudiants de premier cycle dans le cadre du programme Research Experiences for Undergraduates (en) de la Fondation nationale pour la science (NSF).

## Prix et distinctions
En 2007, Pollatsek a reçu le prix de la faculté d'enseignement du Mount Holyoke College.  
En 2008, l'Association for Women in Mathematics lui décerne le Prix Louise Hay. 